# Syberia
Pour les articles homonymes, voir Syberia (homonymie).
Ne doit pas être confondu avec Cyberia (jeu vidéo).
Pour l’article ayant un titre homophone, voir Sibéria.
Syberia est un jeu vidéo d'aventure en pointer-et-cliquer belgo-canadien réalisé par Benoît Sokal. Développé et édité par Microïds, il est sorti en 2002 sur PC, puis a été porté sur PlayStation 2 et Xbox en 2003, sur Nintendo DS en 2008 et sur Nintendo Switch en 2017. 
L'héroïne du jeu, Kate Walker, est une avocate américaine chargée de conclure le rachat de l'usine d'automates familiale des Voralberg dans le petit village alpin de Valadilène. Mais la révélation de l'existence d'un héritier potentiel, Hans Voralberg, qui a disparu en Europe de l'Est, contraint Kate à se lancer dans un voyage qui l'emmène toujours plus loin vers l'est, sur les traces de Hans et de ses automates de génie, à travers des lieux de plus en plus étranges. Syberia est un succès critique et commercial.
Le jeu a donné lieu à trois suites : 
- Syberia II en 2004. Syberia II est la suite directe de Syberia. Autrement dit, Syberia et Syberia II ne sont, finalement, que les deux volets d'un seul et même jeu d'aventure.

- Syberia III en 2017.

- Syberia: The World Before en 2022[10].

## Trame
Les joueurs incarnent Kate Walker, une avocate travaillant pour le cabinet Marson & Lormont à New York. Elle a été envoyée par ses patrons en France, dans le petit village de Valadilène, dans les Alpes. Son but est d'obtenir le rachat de l'usine d'automates Voralberg pour le compte d'un géant du jouet américain, Universal Toys. En approchant du village, Kate contemple un étrange cortège funèbre entièrement animé par des automates. Parvenue à l'hôtel, elle y apprend que ce cortège n'était autre que celui de la propriétaire de l'usine, Anna Voralberg, qui vient de décéder. Elle se rend donc chez le notaire, dans l'espoir de conclure rapidement la transaction. Mais un coup de théâtre l'attend : le notaire lui révèle l'existence d'un héritier possible, Hans Voralberg, frère cadet d'Anna, que tous les habitants de Valadilène croyaient mort. Hans est vivant, mais il n'est plus revenu à Valadilène depuis des années et personne ne sait où il se trouve. Kate doit donc découvrir au plus vite ce qu'est devenu Hans Voralberg, sans quoi le contrat de vente ne peut être signé.
Au fil du jeu, Kate explore plusieurs endroits : le village de Valadilène, la cité universitaire majestueuse de Barrockstadt, la cité industrielle de Komkolzgrad et la station thermale d'Aralbad. Elle y rencontre une foule de personnages : un cosmonaute ivre et désabusé, une ancienne cantatrice, un professeur d'université…
Dans le même temps, une intrigue secondaire se développe par l'intermédiaire des appels téléphoniques que reçoit Kate au fil du jeu. Elle est appelée tour à tour par son patron, par son compagnon Dan, par sa mère ou par sa meilleure amie. Au fil de son voyage, Kate est confrontée à l'incompréhension de son patron qui s'impatiente et de ses proches restés à New York, qui n'imaginent pas le voyage qu'elle est en train de faire et la jugent distante. La personnalité de Kate, de son côté, s'affirme de plus en plus au fil des péripéties qu'elle surmonte.

### Valadilène

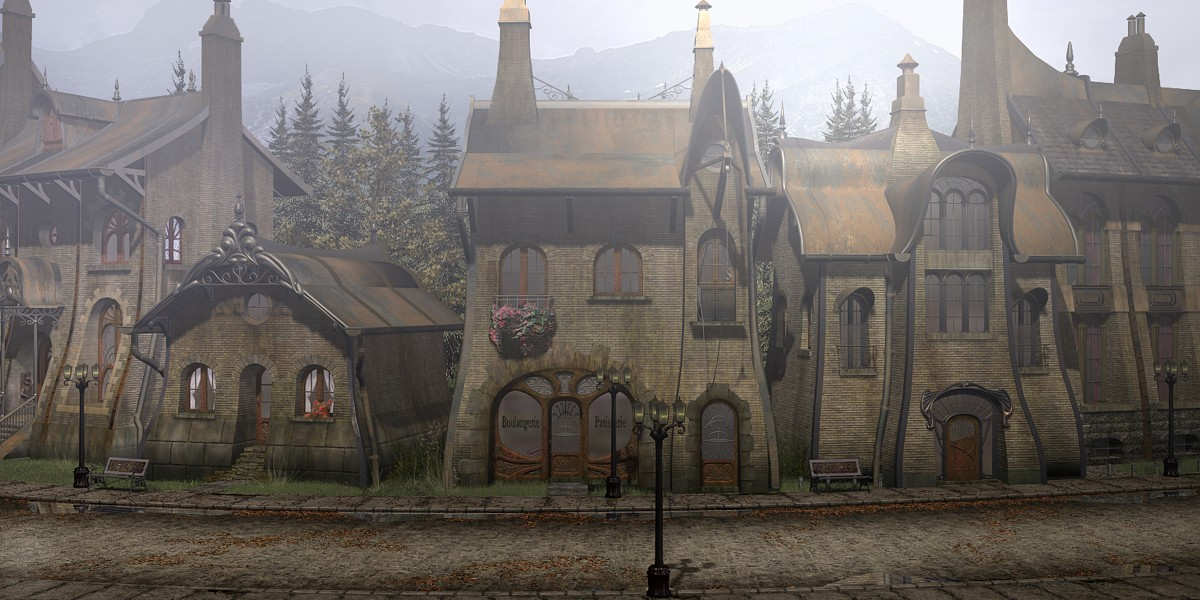
La rue principale de Valadilène.

Kate prend ses repères à Valadilène et se familiarise avec le maniement des automates Voralberg, reconnaissables aux clés caractéristiques qui permettent de remonter leurs ressorts. Son enquête à Valadilène lui apprend peu à peu l'histoire de la famille Voralberg. Hans n'a jamais été très à l'aise à l'école et un accident subi dans une grotte près du village l'a placé dans un état de retard mental apparent. Pourtant, ce handicap n'a pas empêché Hans de devenir un mécanicien et un inventeur de génie, mais ses relations avec son père se sont peu à peu dégradées. Au cimetière, dans le caveau des Voralberg, la tombe de Hans est vide : sa mort n'était qu'une sinistre mise en scène faite par son père, furieux après la fuite de son fils. Dans la maison familiale et dans l'usine Voralberg avoisinante, Kate se plonge dans les archives d'Anna Voralberg, qui était très liée à son jeune frère. Comme Hans ne savait pas lire, Anna communiquait avec lui non pas par lettres mais à l'aide de messages vocaux enregistrés sur des cylindres mécaniques. Kate trouve quatre de ces cylindres au fil de l'aventure. Kate se lie aussi d'amitié avec un jeune garçon, Momo, qui a connu Hans et partage à la fois son excentricité et ses talents de mécanicien. Grâce à Momo, Kate peut se rendre dans la grotte où Hans a eu son accident. Hans y avait aperçu une poupée en forme de mammouth que Kate découvre toujours là des années après et qu'elle emporte.
Dans l'usine à l'arrêt, Kate découvre aussi un automate inachevé d'une grande complexité : Oscar, prévu pour être le conducteur de la locomotive à ressort qui attend dans une petite gare située près de l'usine. Kate parvient à faire redémarrer un circuit de montage et à fabriquer la dernière pièce qui manquait à Oscar : ses pieds. Oscar est prêt à jouer son rôle, mais s'avère très tatillon en matière de procédures administratives : Kate doit se procurer un billet et trouver le moyen de lui présenter un certificat de propriété pour la locomotive portant le tampon du notaire avant qu'il n'accepte de démarrer. Kate part alors à bord de la locomotive, en compagnie d'Oscar, sur les traces de Hans Voralberg.

### Barrockstadt
Le ressort de la locomotive étant complètement détendu, le train s'arrête dans la gare de Barrockstadt. C'est en réalité une impressionnante gare-volière contenant une serre et une réserve ornithologique précieuse. Le tout appartient à l'université, le seul endroit de la ville à ne pas être en ruines. Kate cherche un moyen de remonter le ressort de sa locomotive. Au-delà de la gare, la ville est ceinte d'un haut rempart percé par deux ouvertures : celle du canal qui longe la gare et celle de la voie de chemin de fer, fermée par un complexe portail portant la marque de fabrique des Voralberg. Un remontoir mécanique se trouve au bout de la voie peu avant le portail, mais le train s'est arrêté avant. Kate s'adresse à un couple de mariniers dont la péniche stationne dans la gare non loin de son train. Les mariniers acceptent de remorquer le train jusqu'au remontoir si Kate les rétribue en argent et si elle parvient à rouvrir les écluses dont plus personne n'arrive à actionner le mécanisme. Kate se rend à l'université, dont les bâtiments majestueux sont jouxtés à l'entrée par d'énormes statues de mammouths. Les recteurs la somment de déplacer son train le plus vite possible. Ayant besoin d'argent, Kate l'obtient des recteurs en trouvant moyen de réparer les ingénieux automates musiciens qui ornent la cour d'honneur de l'université. Pour obtenir la pièce manquante, qui se trouve à la gare, Kate doit se débarrasser d'oiseaux qui y sont devenus endémiques : les coucous d'Amerzone. Elle découvre aussi l'existence d'un trafic de vin à base de sauvignon d'Amerzone entre les recteurs et le chef de gare.

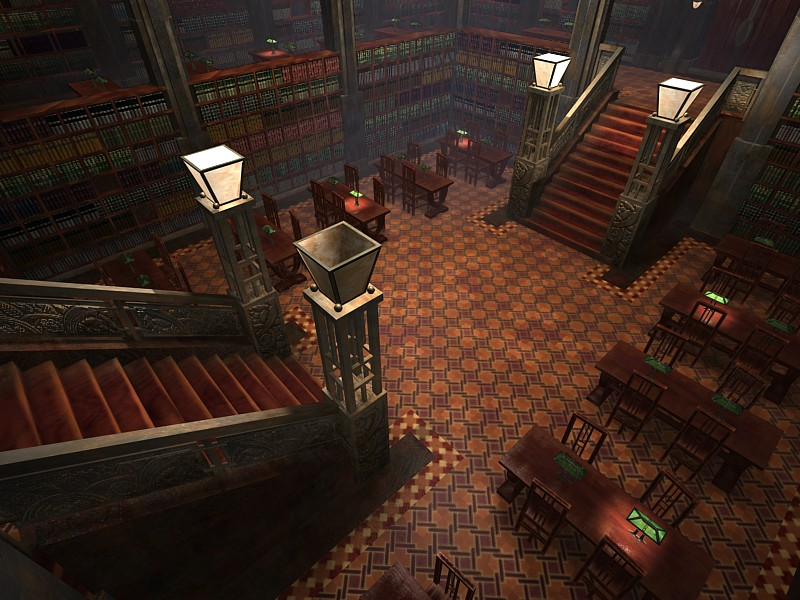
La bibliothèque de l'université de Barrockstadt.

Au passage, Kate recueille de nouvelles informations sur Hans Voralberg auprès des recteurs de l'université et d'un professeur de paléontologie appelé Cornelius Pons. Hans a étudié à Barrockstadt où il a marqué les esprits par son génie d'inventeur, mais aussi par son excentricité et son assiduité toute relative aux cours. Il ne suivait que les cours de paléontologie et paraissait obsédé par les mammouths. Après Barrockstadt, Hans semble avoir poursuivi son voyage jusqu'en Sibérie. Ayant montré au professeur Pons la poupée mammouth trouvée dans la grotte, Kate obtient des révélations surprenantes : cette poupée date de la Préhistoire et est le produit de la culture des Youkols, un peuple nomade dont l'existence tournait entièrement autour des mammouths. Au moment de la disparition de ces animaux, selon la légende, les Youkols ont continué à prospérer en envoyant régulièrement une arche en direction de l'île légendaire de Sybéria, où vivent les derniers mammouths. Hans adhérait visiblement à cette légende et serait bien capable d'avoir voulu découvrir Sybéria.
Kate parvient à actionner les écluses et peut ainsi faire remorquer son train jusqu'au portail, où elle remonte le ressort de la locomotive aisément. Mais Oscar exige qu'elle lui présente un visa avant de quitter la ville. Kate a alors affaire à l'officier de l'armée qui garde le rempart. Myope comme une taupe, l'officier prend pour un cavalier cosaque ce qui n'est qu'une lointaine branche d'arbre mort sur la steppe, de sorte que, depuis des années, il se tient sur le qui-vive et empêche quiconque de franchir le rempart. Kate finit par rendre son acuité visuelle à l'officier en lui faisant boire un verre de vin contenant un extrait de Yangola-Cola, un champignon aux propriétés curatives. Elle obtient alors le visa et peut enfin quitter Barrockstadt.

### Komkolzgrad

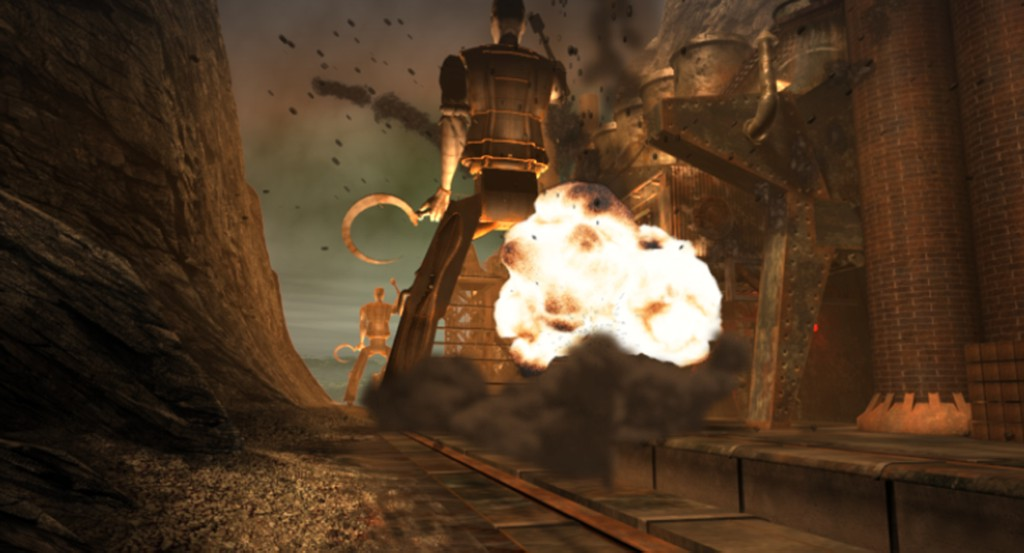
Les statues d'ouvriers géantes de Komkolzgrad pendant une cinématique du jeu.

Le deuxième arrêt du train est Komkolzgrad, une usine soviétique d'extraction et d'affinage de métaux lourds plongée dans une nuit perpétuelle par les fumées toxiques qui s'en dégagent. L'usine est à l'abandon, mais les gigantesques statues métalliques d'ouvriers enjambant les rails et les automates de la mine portent la marque de Hans Voralberg, qui a travaillé à Komkolzgrad pendant un temps après la seconde guerre mondiale. Cette fois, Kate remonte facilement la mécanique de la locomotive. Mais voilà qu'en son absence, un inconnu pénètre dans la locomotive et dérobe les mains d'Oscar. Le coupable n'est autre que Sergueï Borodine, le directeur de l'usine, dont la santé mentale laisse à désirer. Par le passé, Borodine a connu Voralberg, mais aussi une chanteuse mondialement connue, Helena Romanski, qui a donné un concert à Komkolzgrad il y a de longues années. Borodine est obsédé par le projet de la faire revenir à Komkolzgrad pour qu'elle y chante à nouveau. Il a converti une partie des machineries en un orgue gigantesque et a subtilisé les mains d'Oscar afin de parachever son automate pianiste faute d'avoir su inventer lui-même des mains assez complexes. Kate n'a d'autre choix que d'accepter d'aider Borodine à retrouver Helena Romanski, car c'est la condition qu'il met pour lui rendre les mains d'Oscar. Par bonheur, la mère de Kate, qui l'appelle régulièrement pendant l'aventure, sort avec un homme qui connaît Helena et sait où elle se trouve actuellement : elle s'est retirée dans la station thermale d'Aralbad.
Pour se rendre à Aralbad, Kate explore le spatiodrome qui jouxte l'usine et dégrise Boris Tcharov, cosmonaute et pilote d'essai, qui vit encore là. Celui-ci lui explique qu'Hans avait conçu une fusée à ressort, mais est parti du jour au lendemain lorsqu'il s'est rendu compte que l'armée soviétique voulait qu'il la transforme en missile nucléaire à longue portée. Kate rend service au pilote en lui montrant comment réaliser enfin le vol d'essai civil qu'il était sur le point de faire sur la fusée Voralberg au moment où la disparition de Hans a provoqué l'arrêt brutal du programme. Avant le décollage, le pilote indique à Kate comment faire fonctionner le dirigeable à pilote automatique qui assurait les trajets entre Komkolzgrad et Aralbad au temps de la grandeur de l'Union soviétique. Après avoir libéré l'aigle apprivoisé qui tient éloignés les oiseaux des pistes de décollage, Kate part seule à bord du dirigeable et gagne ainsi Aralbad.

### Aralbad

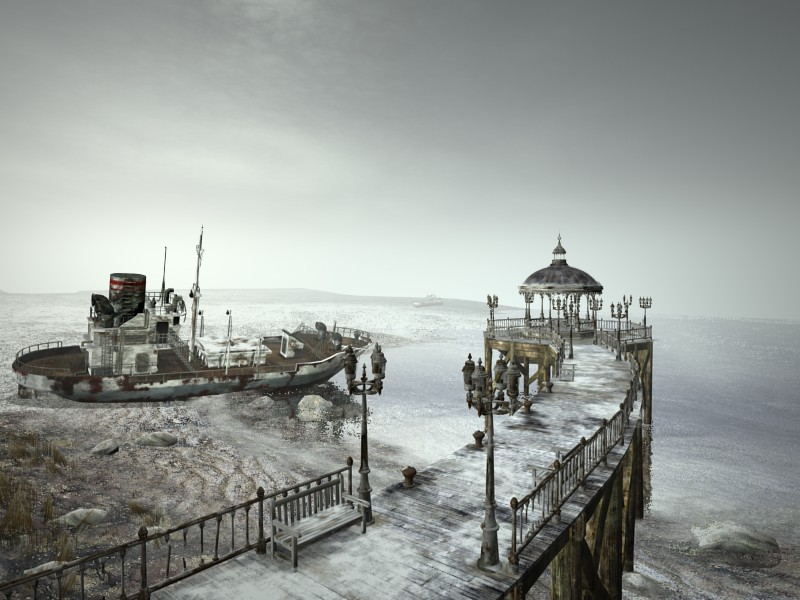
La jetée de l'ancien port d'Aralbad.

Aralbad était naguère une splendide station thermale au bord de la mer d'Aral, mais l'assèchement de la mer et la chute de l'URSS ont provoqué son déclin. Arrivée à Aralbad, Kate se heurte à l'accueil hostile du directeur de l'hôtel qui refuse de la laisser voir Helena Romanski, mais elle parvient à tromper sa surveillance et à explorer l'hôtel. Elle rencontre ainsi James, l'automate qui sert d'aide-soignant à Helena, désormais âgée. Kate rejoint ensuite Helena sur la jetée où elle fait sa promenade habituelle en dépit du vent de sel abrasif qui balaye la mer asséchée parmi les épaves de navires de pêche. Helena Romanski est enchantée d'avoir des nouvelles de son ami américain et plus encore de Hans. Elle veut aider Kate, mais s'estime incapable de chanter car l'âge a usé sa voix. Le seul moyen serait de boire ce fameux cocktail aux effets miraculeux qu'un serveur lui avait préparé dans un hôtel de Paris il y a longtemps, un jour de concert où elle avait été prise d'une terrible extinction de voix... Kate parvient à contacter l'hôtel en question par téléphone pour obtenir la recette du cocktail et le prépare au bar. Miracle ! Helena retrouve sa voix. Kate, aidée de l'automate, parvient alors à lui remonter suffisamment le moral pour qu'elle accepte de venir chanter à Komkolzgrad.

### Dernières péripéties et fin
Kate Walker et Helena Romanski se rendent ainsi à Komkolzgrad à bord du dirigeable et Helena donne enfin le concert dont Borodine avait tant rêvé. Mais alors que tout s'est bien passé, Borodine profite du concert pour capturer Helena et refuse de respecter sa promesse envers Kate. Kate, qui a appris à ne pas se laisser marcher sur les pieds, libère Helena et récupère les mains d'Oscar. Borodine tente de barrer la voie ferrée à la locomotive grâce aux gigantesques ouvriers métalliques, mais Kate fait exploser l'obstacle à la dynamite et le train quitte Komkolzgrad en trombe, en direction d'Aralbad.
De retour à Aralbad, Kate prend congé d'Helena Romanski, que sa mésaventure à Komkolzgrad n'a pas affectée. Mais à sa dernière promenade sur la jetée, Kate a la surprise d'y découvrir un vieil homme... C'est Hans Voralberg, à qui elle peut enfin faire signer le contrat de vente de l'usine de Valadilène. Triomphante, Kate est félicitée au téléphone par son patron. Hans explique qu'il va repartir sur la trace des mammouths et propose à Kate de l'accompagner, mais elle doit refuser. Cependant, alors que Kate est sur le point d'embarquer dans l'hydravion postal qui peut la ramener à New York, elle change brusquement d'avis et court jusqu'à la gare où le train d'Oscar vient de démarrer. D'un bond, elle monte en route, et le train à ressort s'éloigne en direction de la Sibérie et d'un nouveau voyage.

## Système de jeu

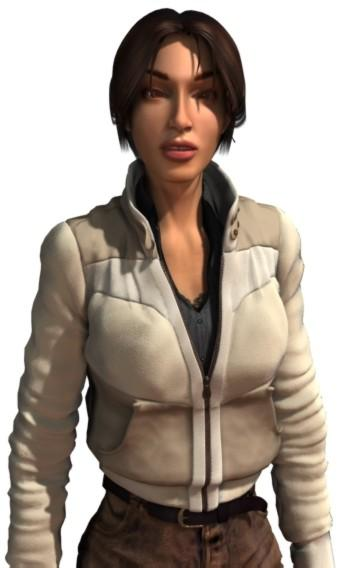
Kate Walker, héroïne du jeu.

Syberia est un jeu d'aventure en pointer-et-cliquer. Le jeu utilise une vue à la troisième personne : les joueurs voient Kate Walker se déplacer dans des décors modélisés en images de synthèse. Le décor prend la forme d'une série de « plans fixes » dans lesquels Kate se déplace : l'angle de vue ne change que lorsque Kate arrive à l'extrémité d'un plan et passe à une autre partie du décor. Quoique globalement fixe, le décor est agrémenté de nombreuses animations de détail (reflets de l'eau, vols d'oiseaux, antennes tournantes, fumées, etc.). Dans la version pour PC, les joueurs promènent le curseur de la souris sur le décor et le curseur prend une forme spécifique chaque fois qu'il survole une zone où une action particulière est possible : un cercle tournant lorsqu'il est possible de déplacer Kate vers cet endroit, un cercle tournant étincelant lorsqu'il est possible de déplacer Kate jusqu'à cet endroit afin de changer de plan, une loupe lorsqu'il est possible de zoomer sur un endroit (par exemple un panneau de commande ou le contenu d'un tiroir), une main lorsqu'il y a un objet à prendre, un levier lorsqu'il y a un mécanisme à activer, ou encore une flèche quand il y a un personnage auquel Kate peut adresser la parole.
Un clic sur le bouton droit de la souris permet d'afficher le menu et l'équipement de Kate. L'équipement montre, rangés dans des cases, les objets récupérés par Kate au fil de son voyage. Un bouton permet d'accéder à un second volet d'équipement où sont regroupés les nombreux documents (lettres, papiers administratifs, livres, brochures...) que Kate est amenée à lire au cours de l'aventure et qui jouent un rôle important dans la progression de ses recherches. Pour ces documents, les joueurs ont le choix entre un bouton permettant de les prendre comme n'importe quel objet et un bouton "Consulter" qui affiche le texte en grand avec des boutons permettant de faire défiler les pages ou de revenir à l'équipement. En outre, Kate est équipée en permanence d'un téléphone portable qu'elle peut utiliser  pour appeler l'un des numéros stockés dans son répertoire (elle peut contacter le bureau d'avocats où elle travaille, son compagnon Dan, son amie Olivia ou sa mère) ou pour appeler un numéro nouveau.
Les dialogues avec les personnages sont conditionnés par les sujets de conversation possibles qui s'affichent sur un petit calepin chaque fois que Kate entame la conversation avec quelqu'un. Kate peut aussi déclencher des réactions chez un personnage en prenant un objet et en cliquant sur le personnage avec cet objet afin de le lui montrer. À certains moments de l'aventure, le fait d'avoir effectué une action particulière suffit à faire en sorte que Kate aborde un nouveau sujet de conversation dès qu'elle revient voir le personnage concerné.
Kate Walker progresse dans son aventure en récupérant des objets qu'elle utilisera pour débloquer des situations apparemment inextricables ou pour franchir des obstacles. À certains points de l'aventure, un coup de téléphone ou tout autre évènement extérieur fera avancer le scénario. Il est impossible de mourir ou d'être coincé à cause d'une action précédemment effectuée (ou non) dans le jeu. Il est possible de sauvegarder la partie à tout moment en accédant au menu via un clic sur le bouton droit de la souris.

## Développement

### Idées d'origine et inspirations

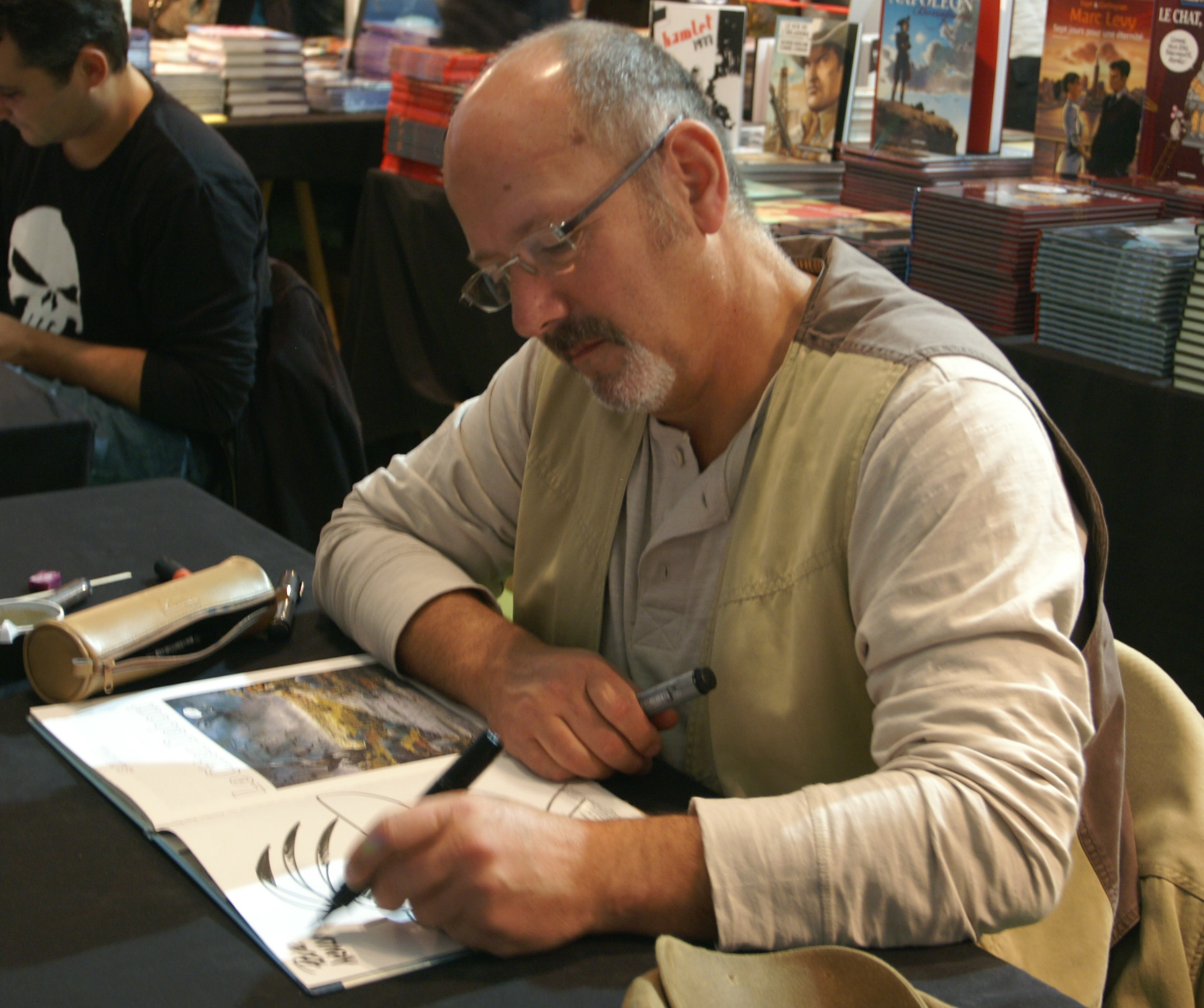
Benoît Sokal (ici au festival Quai des Bulles à Saint-Malo en 2010) est auteur et directeur artistique de Syberia.

À l'origine, Benoît Sokal voulait réaliser un jeu dont l'intrigue prendrait place en Europe de l'Est, une partie du monde qui le « fascine » et encore mal connue du fait de son ouverture seulement récente à la fin de l'ère communiste, ce qui en fait un décor idéal pour une histoire de mystère et d'exploration. L'idée principale de Sokal était de réaliser un jeu dont l'intrigue serait structurée par un voyage d'Ouest en Est à travers l'Europe, au cours duquel le joueur découvrirait des villes « typiques de certains moments de l'histoire européenne ».
Par ailleurs, Sokal voulait évoquer dans ce jeu les anciens automates, qui n'existent désormais plus que dans les musées, mais qui étaient assez fréquents dans les années 1930. Sokal a déclaré : « J'ai trouvé intéressant de reprendre ça et de le pousser jusqu'à son terme : on va trouver une manufacture qui a poussé la fabrication de ses automates jusqu'au génie, ça devient presque des automates humains ».
Questionné sur ses sources d'inspirations, Sokal a expliqué que cela était difficile à cerner précisément. Il a expliqué s'être inspiré de « petites choses à droite à gauche », principalement des reportages de la chaîne de télévision Arte, qui ont créé chez lui une certaine fascination pour certains éléments du territoire de l'ancienne URSS comme la mer d'Aral ou les débris de fusées rouillés laissés à l'abandon lors de l'ère soviétique.

### Réalisation
Syberia est le deuxième jeu vidéo d'aventure sur PC dont Benoît Sokal dirige la conception après L'Amerzone qui était sorti en 1999. Comme son prédécesseur, Syberia a été développé dans les studios de Microïds à Montréal (Canada) par une équipe d'une trentaine de personnes. Le développement a duré environ deux ans. Cependant, Benoît Sokal vivant en France, ce dernier a dû échanger ses idées par courriel ainsi que des aquarelles et autres dessins par FTP pour cadrer ses attentes en matière de graphismes avec l'équipe de production, en venant à Montréal une semaine par mois pour « faire le point ». Pour les décors, Sokal travaille notamment avec le scénographe Alexandre Toukian, qui se documente sur l'architecture afin de concevoir les lieux qu'explore Kate Walker. Toukian rassemble ainsi de la documentation sur des styles comme l'Art nouveau et l'Art déco, chaque lieu traversé par l'héroïne correspondant à un moment architectural de l'histoire européenne. Dans un entretien donné en 2003, Sokal garde l'impression d'avoir été aidé par sa longue expérience d'auteur de bande dessinée pour tout ce qui concernait l'écriture, le story board et la conception de dessins préparatoires ; il a dû en revanche collaborer étroitement avec les programmeurs pour comprendre avec quelles limites il devait composer.
Pour la réalisation des cinématiques, l'équipe a d'abord réalisé des séquences d'animation en 3D particulièrement simples avec des objets modélisés grossièrement. Cela a simplement permis de choisir la succession des plans pour chaque cinématique. Ensuite, les modélisations ont été retravaillées pour un meilleur niveau de détail. Pour l'animation de certains éléments naturels (par exemple un aigle dans une des cinématiques), les réalisateurs ont cherché des vidéos sur Internet permettant de voir les mouvements naturels caractéristiques dans leurs plus infimes détails (jusqu'à l'écartement des plumes pour l'aigle) dans l'optique de les reproduire dans les cinématiques finales.
En termes de jouabilité, Benoît Sokal a tenu à réaliser un jeu dont la progression ne reposait pas sur le combat. Le jeu repose sur l'exploration, l'enquête et la résolution d'énigmes. En outre, Sokal conçoit le jeu vidéo comme un moyen d'expression artistique à part entière et sa préoccupation principale reste d'élaborer une bonne histoire capable de distiller savamment de l'émotion aux joueurs, ingrédient qui, selon lui, manquait encore à beaucoup de jeux vidéo à ce moment.
Le jeu est financé avec le soutien du Centre national de la cinématographie et du Ministère de l'économie, des finances et de l'industrie.

### Références culturelles

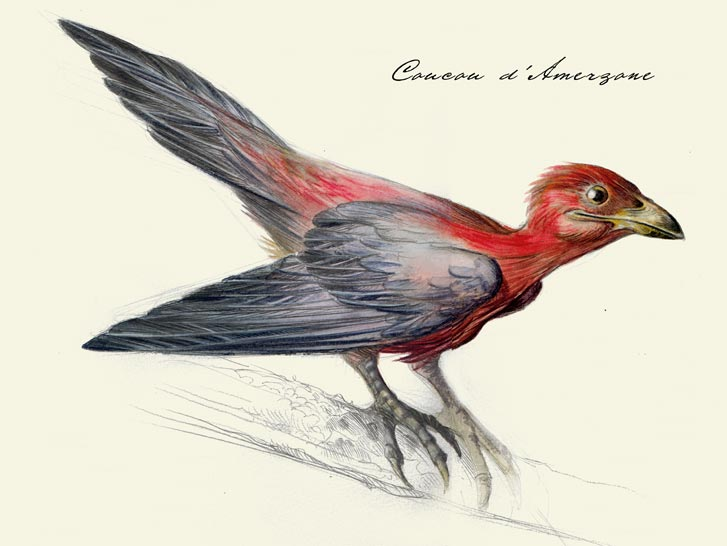
Le « coucou d'Amerzone » apparaît dans un ouvrage d'Alexandre Valembois disponible dans la bibliothèque de l'université de Barrockstadt.

#### Prix

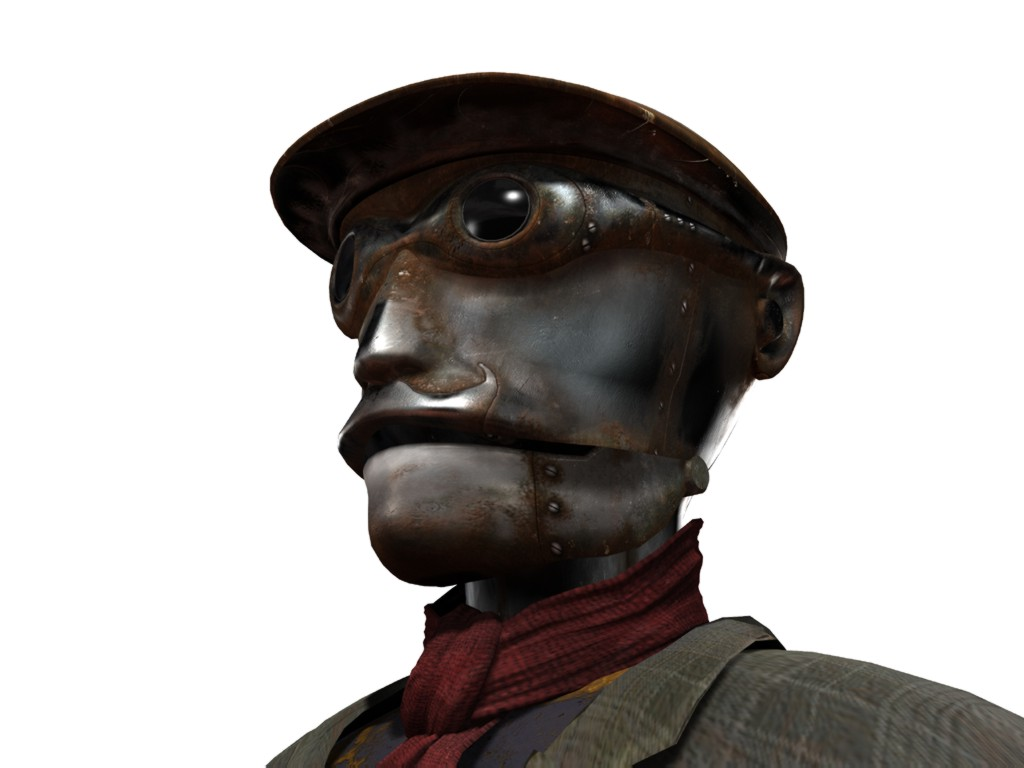
L'automate Oscar est le conducteur du train à ressort Voralberg.